# Johan Reinhold Munck

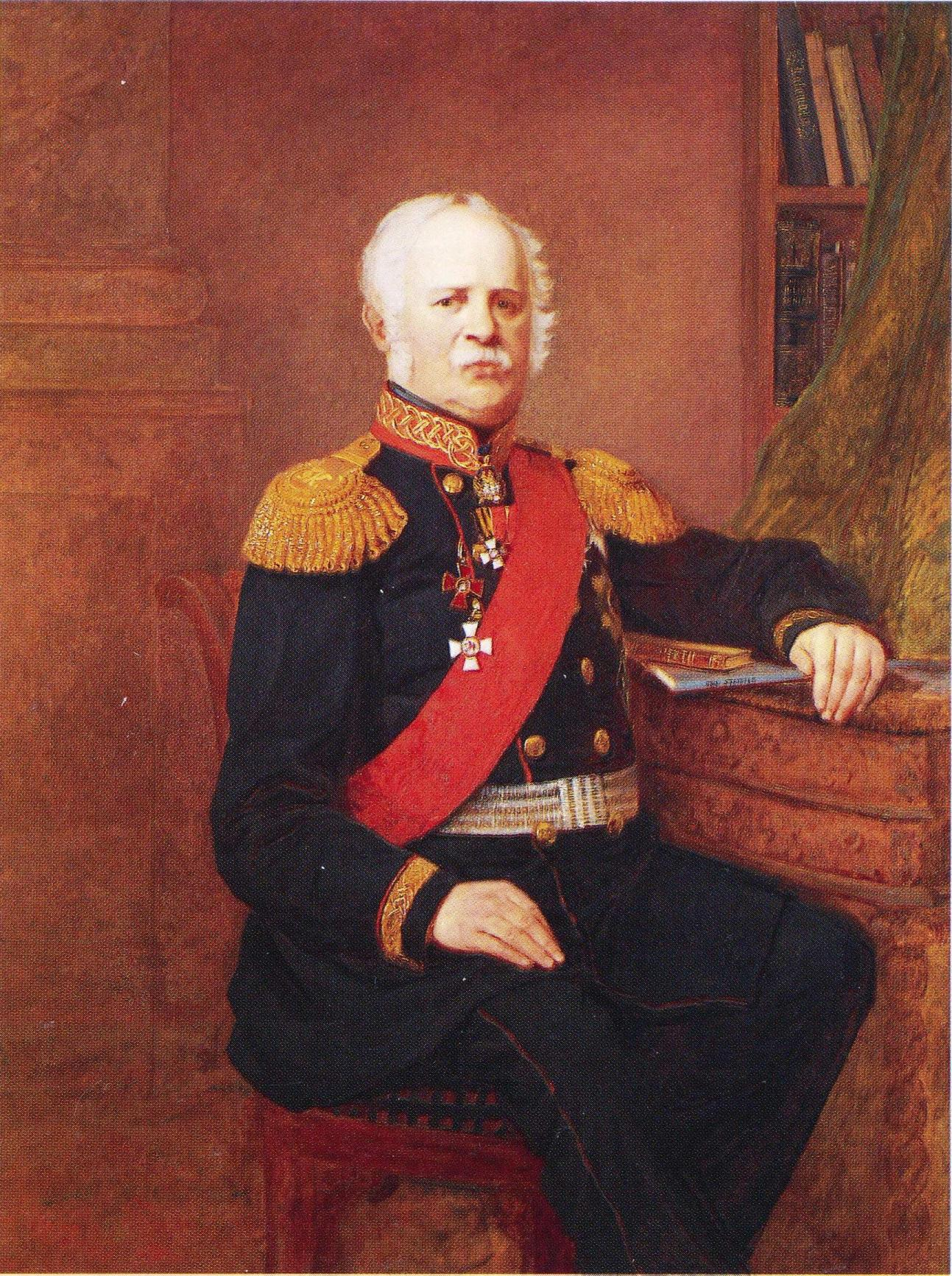
Johan Reinhold Munck.

Johan Reinhold Munck, född 30 januari 1795 i Tavastehus, död 26 juli 1865 i Hausjärvi, var en finländsk militär och ämbetsman. 
Munck tjänstgjorde först vid ett finländskt jägarregemente och därefter vid ryska truppförband. han deltog i Napoleonkrigen (bland annat i inmarschen i Paris 1814) och rysk-turkiska kriget 1828–1829. Han blev 1842 chef för Preobrasjenska gardet och var 1843–1855 direktor för Finska kadettkåren. Munck, som sedan 1820-talet åtnjutit tsarernas och i synnerhet Alexander II:s förtroende, blev 1855 vicekansler för Helsingfors universitet. På denna post lyckades han trots slitningar med generalguvernören greve Friedrich Wilhelm Rembert von Berg bevara sitt anseende såväl i de ryska hovkretsarna som bland studenterna. De sistnämnda orsakade honom dock åtskilliga svårigheter, bland annat genom Tölöaffären 1855 och gatukravallerna i samband med sammankallandet av januariutskottet 1861. Han blev general av infanteriet 1862.